# Баловац
Баловац или Баловци (на сръбски: Баловац или Balovac) е село в Косово, община Подуево, Прищенски окръг.

## История
При избухването на Балканската война в 1912 година един човек от Баловац е доброволец в Македоно-одринското опълчение.

## Личности
Родени в Баловац
- Ангел Христов (1882 – ?), македоно-одрински опълченец, четата на Дончо Златков[2]